# 시타노에촌
시타노에촌(下ノ江村)은 오이타현 기타아마베군에 있던 촌이다. 현재의 우스키시의 일부에 해당한다. 